# Dennis the Menace (série de televisão)
Dennis the Menace (br: Dennis, o Travesso / O Pimentinha) é  uma série de televisão americana, baseada na tira de jornal homônima de Hank Ketcham. A série inicialmente foi patrocinada pelos cereais Kellogg's e Best Foods (Skippy Peanut Butter) foi ao ar de 1959-1963 na CBS e estrelou Jay North como Dennis Mitchell, Herbert Anderson como seu pai, Henry; Gloria Henry como sua mãe, Alice; Joseph Kearns como George Wilson, Gale Gordon como John Wilson, e Sylvia Field como Martha Wilson. Foi produzida por Dariell Productions e Screen Gems.

## Elenco

### Personagens principais
- Dennis Mitchell (Jay North)
- Henry Mitchell (Herbert Anderson)
- Alice Mitchell (Gloria Henry)
- Sr. George Wilson (Joseph Kearns)
- Srs. Martha Wilson (Sylvia Field)
- Tommy Anderson (Billy Booth)
- Margaret Wade (Jeannie Russell)
- Sr. John Wilson (Gale Gordon)
- Srs. Eloise Wilson (Sara Seegar)

### Personagens Secundários
- Joey McDonald (Gil Smith)
- Seymour Williams (Robert John Pittman)
- Stewart (Ron Howard)
- Sargento Theodore Mooney (George Cisar)
- Srs. Lucy Elkins (Irene Tedrow)
- Sr. Otis Quigley (Willard Waterman)
- Srs. Esther Cathcart (Mary Wickes)
- Sr. Lawrence Finch (Charles Lane)
- Sr. Krinkie (Charles Seel)
- Opie Swanson (Dub Taylor)
- Srs. Holland (Helen Kleeb)
- Sr. Dorfman (Robert B Williams)
- Sr. Hall (J. Edward McKinley)
- Srs. Purcell (Eve McVeagh)
- Srs. Toland (Amy Douglass)
- Foster A Steward (Ned Wever)
- Srs. Armstrong (Regina Gleason)

## Dublagem Brasileira
- Dennis Mitchell - Maria Ines - Cleonir dos Santos
- Henry Mitchell - José Santa Cruz
- Alice Mitchell - Vera Miranda
- George Wilson - Mauro Ramos
- Martha Wilson - Glória Ladany
- Tommy Anderson - Peterson Adriano
- Margareth Wade - Marisa Leal
- John Wilson - Ronaldo Magalhães
- Eloise Wilson - Edna Mayo
- Joey McDonald - Older Cazarré
- Seymour Williams - Telmo de Avelar
- Stewart - Paulo Flores
- Sargento Theodore Mooney - Lauro Fabiano
- Lucy Elkins - Selma Lopes
- Otis Quigley - Magalhães Graça
- Esther Cathcart - Ilka Pinheiro
- Lawrence Finch - Darcy Pedrosa
- Krinkie - Marcos Miranda
- Opie Swanson - Lina Rossana
- Holland - Dário Lourenço
- Dorfman - Milton Luis
- Hall - Francisco Milani
- Purcell - Sônia de Moraes
- Toland - Neuza Tavares
- Foster A Steward - Newton Apollo
- Armstrong - Dolores Machado
- Estúdio: Delart